# Movilița (Vrancea)
Moviliţa è un comune della Romania di 4 014 abitanti, ubicato nel distretto di Vrancea, nella regione storica della Moldavia. 
Il comune è formato dall'unione di 6 villaggi: Diocheți-Rediu, Frecăței, Movilița, Sperieți, Trotușanu, Văleni.